# Winfield Scott Schley

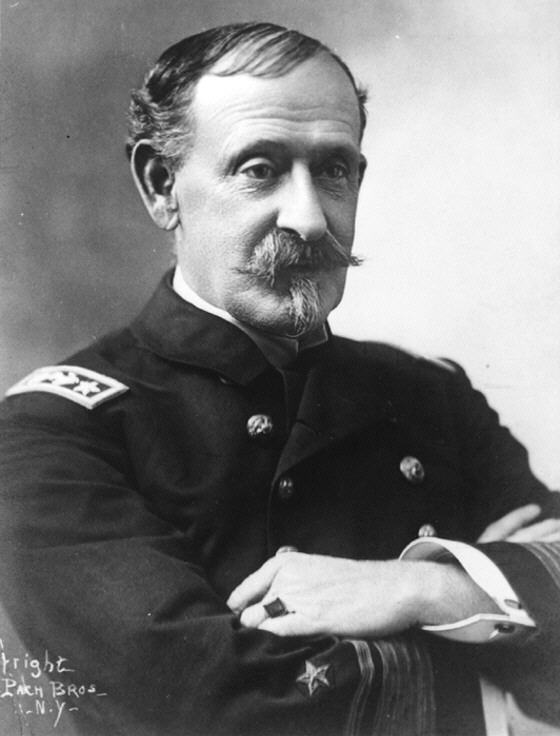
Winfield Scott Schley.

Winfield Scott Schley, född den 9 oktober 1839 i Frederick County i Maryland, död den 2 oktober 1911, var en nordamerikansk sjöofficer.
Schley blev officer 1860, deltog i inbördeskriget samt blev efter flera föregående sjöresor chef för den undsättningsexpedition (skildrad av Schley och J.R. Soley i The rescue of Greely, 1885), som 1884 sändes till Norra Ishavet för att söka efter löjtnant Greely, vilken också, tack vare Schleys beslutsamhet, djärvhet och ihärdighet, i sista stunden jämte kvarlevande kamrater räddades. För denna bragd erhöll Schley vid hemkomsten många utmärkelser; bland annat uppkallades ett stort område i Norra Ishavet efter honom: "Schley land". I augusti 1890 förde Schley ombord på kryssaren "Baltimore" John Ericssons stoft från Amerika till Sverige. 
Befordrad till commodore 1898, var han vid spansk-amerikanska krigets utbrott chef för "The flying squadron". Schley ställdes med sin eskader under befäl av tillförordnade konteramiralen Sampson och upptäckte den 29 maj amiral Cerveras fyra kryssare i Santiagos hamn. Då dessa den 3 juli under Sampsons tillfälliga frånvaro bröt ut, upptog och utkämpade Schley striden med den flyende fienden, vilken inom kort av amerikanernas kulregn nödgades sätta på land. Äran av denna seger tillkommer tvivelsutan närmast och tillerkändes även offentligen Schley, trots att Sampson, efter en uppseendeväckande tvist mellan de båda befälhavarna om segerns ära, av en hedersdomstol tillerkändes företrädet. Båda befordrades till konteramiraler.